# Финч, Хенейдж, 2-й граф Эйлсфорд
Хенейдж Финч, 2-й граф Эйлсфорд (англ. Heneage Finch, 2st Earl of Aylesford; ок. 1683 — 29 июня 1757) — британский пэр. Он носил титул учтивости — лорд Гернси с 1714 по 1719 год.

## Биография
Родился в 1683 года в Обери, графство Суррей. Старший сын Хенейджа Финча, 1-го графа Эйлсфорда (ок. 1649—1719), и Элизабет Бэнкс (? — 1743), дочери сэра Джона Бэнкса из Эйлсфорда (1627—1699). Он получил образование в колледже Крайст-черч в Оксфордском университете.
Заседал в Палате общин Англии от Мейдстона (1704—1705) и в Палате общин Великобритании от графства Суррей (1710—1719).
Мастер Ювелирного управления с 1711 по 1716 год.
В июле 1719 года после смерти своего отца Хенейдж Финч унаследовал титулы 2-го графа Эйлсфорда (Пэрство Великобритании) и 2-го барона Гернси (Пэрство Англии).

## Брак и дети
9 декабря 1712 года в Грейт-Пакингтоне, Лестершир, Хенейдж Финч женился на Мэри Фишер (1690 — 28 мая 1740), дочери сэра Клемента Фишера, 3-го баронета (1675—1729), и его жены Энн Дженненс. У супругов были дети, в том числе:
- Хенейдж Финч, 3-й граф Эйлсфорд (6 ноября 1715 — 9 сентября 1777), сын и наследник.
- Леди Мэри Финч (1717 — 16 марта 1803), в 1736 году она вышла замуж за Уильяма Ховарда, виконта Андовера. У них был один сын и три дочери.
- Леди Элизабет Финч (1719 — 19 декабря 1793)
- Леди Фрэнсис Финч (4 февраля 1721 — 19 декабря 1761), она вышла замуж в 1741 году за Уильяма Куртенэ, де-юре 7-го графа Девона, 1-го виконта Куртенэ (1710—1762)[2].